# Walk to Freedom

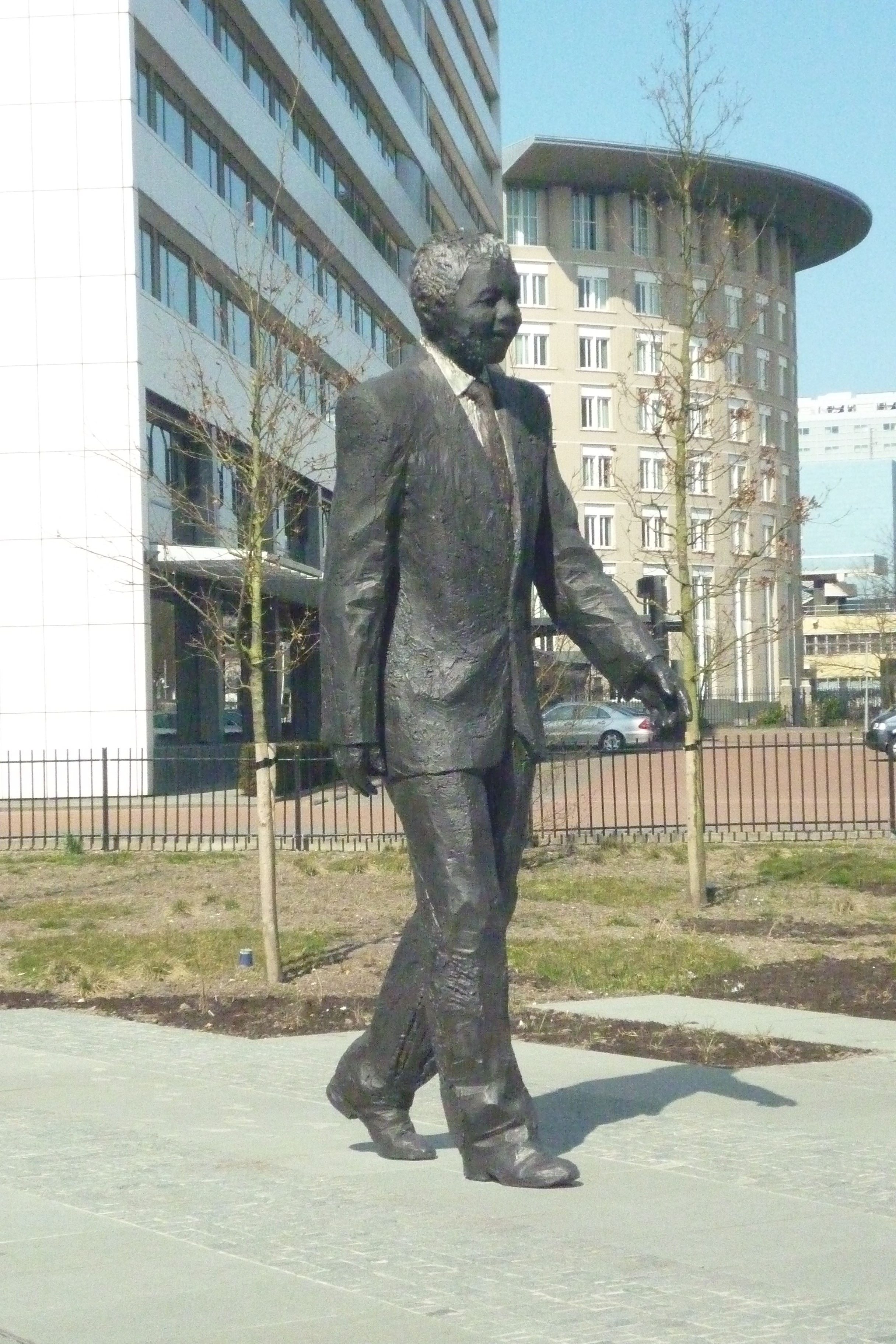

Long Walk to Freedom is een standbeeld in Den Haag. Het werd op 25 september 2012 onthuld door Nobelprijswinnaar voor de vrede en aartsbisschop-emeritus Desmond Tutu.

## Het standbeeld
Het bronzen standbeeld van Nelson Mandela werd gemaakt door kunstenaar Arie Schippers en het staat aan de Johan de Wittlaan in Den Haag. Het plein werd speciaal hiervoor aangelegd en bevindt zich tegenover het Catshuis, aan de Johan de Wittlaan, tussen het Kunstmuseum Den Haag en het kantoorgebouw van de OPCW. Mandela staat aan het einde van tientallen voetjes die in het natuursteen zijn afgedrukt en samen met hem de Walk to Freedom symboliseren.

## De kunstenaar
In de zomer van 2012 vertoonde het museum Beelden aan Zee enkele gipsen voorstudies van dit monument. Schippers studeerde aan de Academie van Beeldende Kunsten (thans Willem de Kooning Academie) in Rotterdam en de Rijksakademie van Beeldende Kunsten in Amsterdam. Hij is ook schilder en won in 1977 de Prix de Rome.

## Herdenking 2013
Na het overlijden van Mandela was er op 13 december bij het monument een herdenking die afgesloten werd door het Zuid-Afrikaanse volkslied.
Het monument is geadopteerd door het Sorghvliet Gymnasium.